# Komitet Badań nad Migracjami Polskiej Akademii Nauk
Komitet Badań nad Migracjami Polskiej Akademii Nauk – jeden z komitetów problemowych Polskiej Akademii Nauk, którego celem jest promowanie badań na temat przeobrażeń społeczności imigranckich, postaw wobec imigrantów oraz dyskursu publicznego na ten temat w Polsce, promowanie badań nad determinantami i konsekwencjami społecznymi migracji wewnętrznych w Polsce, zainicjowanie przeglądu zasobów archiwalnych w Polsce i za granicą dotyczących polskich migrantów i diaspory polskiej oraz współpraca ze środowiskami polskiej diaspory w organizowaniu poświęconych temu zjawisku konferencji naukowych oraz kontynuacja działań na rzecz integracji polskiego środowiska badaczy migracji i stosunków etnicznych. Aktywność komitetu koncentruje się na ekonomicznych oraz socjopolitycznych płaszczyznach badań migracyjnych. Nie stanowi zatem reprezentatywnego gremium dla wielu specjalistów badań migracyjnych w Polsce. Komitet wydaje również czasopismo Studia Migracyjne – Przegląd Polonijny.

## Prezydium komitetu
Przewodniczący
- prof. dr hab. Janusz Mucha – Akademia Górniczo-Hutnicza w Krakowie

Zastępcy Przewodniczącego
- dr hab. Agata Górny(inne języki) – Uniwersytet Warszawski
- prof. dr hab. Romuald Jończy – Uniwersytet Ekonomiczny we Wrocławiu
- dr hab. Joanna Wojdon, prof. UWr – Uniwersytet Wrocławski

Członkowie Prezydium
- dr hab. Anna Horolets(inne języki) – Uniwersytet Warszawski
- dr hab., prof. UJ Dariusz Niedźwiedzki(inne języki) – Uniwersytet Jagielloński
- dr hab. Jacek Schmidt, prof. UAM – Uniwersytet Adama Mickiewicza w Poznaniu
- prof. dr hab. Krystyna Slany – Uniwersytet Jagielloński
- dr hab., prof. PO Brygida Solga – Politechnika Opolska

Sekretarz: dr Magdalena Lesińska – Uniwersytet Warszawski

## Skład komitetu w kadencji 2019–2022
| 1  | Jan Brzozowski, dr hab.                         | Uniwersytet Ekonomiczny w Krakowie                  |
| 2  | Henryk Chałupczak, prof. dr hab.                | Uniwersytet Marii Curie-Skłodowskiej                |
| 3  | Maciej Duszczyk, dr hab.                        | Uniwersytet Warszawski                              |
| 4  | Agata Górny, dr hab.                            | Uniwersytet Warszawski                              |
| 5  | Aleksandra Grzymała-Kazłowska, dr hab.          | Uniwersytet Warszawski                              |
| 6  | Halina Grzymała-Moszczyńska, prof. dr hab.      | Uniwersytet Jagielloński                            |
| 7  | Anna Horolets, dr hab.                          | Uniwersytet Warszawski                              |
| 8  | Krzysztof Jaskułowski, dr hab. prof. USWPS      | Uniwersytet SWPS                                    |
| 9  | Romuald Jończy, prof. dr hab.                   | Uniwersytet Ekonomiczny we Wrocławiu                |
| 10 | Paweł Kaczmarczyk, dr hab.                      | Uniwersytet Warszawski                              |
| 11 | Witold Klaus, dr hab., prof. INP PAN            | INP PAN                                             |
| 12 | Łukasz Krzyżowski, dr                           | AGH w Krakowie                                      |
| 13 | Marcin Kula, prof. dr hab.                      | Akademia Teatralna im. A. Zelwerowicza w Warszawie  |
| 14 | Magdalena Lesińska, dr                          | Uniwersytet Warszawski                              |
| 15 | Sławomir Łodziński, dr hab., prof. UW           | Uniwersytet Warszawski                              |
| 16 | Kamil Łuczaj, dr                                | Wyższa Szkoła Informatyki i Zarządzania w Rzeszowie |
| 17 | Magdalena Łukasiuk, dr                          | Uniwersytet Warszawski                              |
| 18 | Wojciech Łukowski, dr hab., prof. UW            | Uniwersytet Warszawski                              |
| 19 | Agnieszka Małek, dr                             | Uniwersytet Jagielloński                            |
| 20 | Anna Mazurkiewicz, dr hab.                      | Uniwersytet Gdański                                 |
| 21 | Janusz Mucha, prof. dr hab.                     | AGH w Krakowie                                      |
| 22 | Dariusz Niedźwiedzki, dr hab., prof. UJ         | Uniwersytet Jagielloński                            |
| 23 | Michał Nowosielski, dr hab.                     | Uniwersytet Warszawski                              |
| 24 | Marek Okólski, prof. dr hab.                    | Uczelnia Łazarskiego                                |
| 25 | Dorota Praszałowicz, prof. dr hab.              | Uniwersytet Jagielloński                            |
| 26 | Krystyna Romaniszyn, prof. dr hab.              | Uniwersytet Jagielloński                            |
| 27 | Jacek Schmidt, dr hab., prof. UAM               | UAM w Poznaniu                                      |
| 28 | Krystyna Slany, prof. dr hab.                   | Uniwersytet Jagielloński                            |
| 29 | Brygida Solga, dr hab., prof. PO                | Politechnika Opolska                                |
| 30 | Dariusz Stola, prof. dr hab.                    | ISP PAN                                             |
| 31 | Przemysław Śleszyński, dr hab., prof. IGiPZ PAN | IGiPZ PAN                                           |
| 32 | Magdalena Ślusarczyk, dr                        | Uniwersytet Jagielloński                            |
| 33 | Agnieszka Trąbka, dr                            | Uniwersytet Jagielloński                            |
| 34 | Adam Walaszek, prof. dr hab.                    | Uniwersytet Jagielloński                            |
| 35 | Joanna Wojdon, dr hab., prof. UWr               | Uniwersytet Wrocławski                              |
| 36 | Andrzej Posern-Zieliński, prof. dr hab.         | UAM w Poznaniu                                      |